# Simulium nili

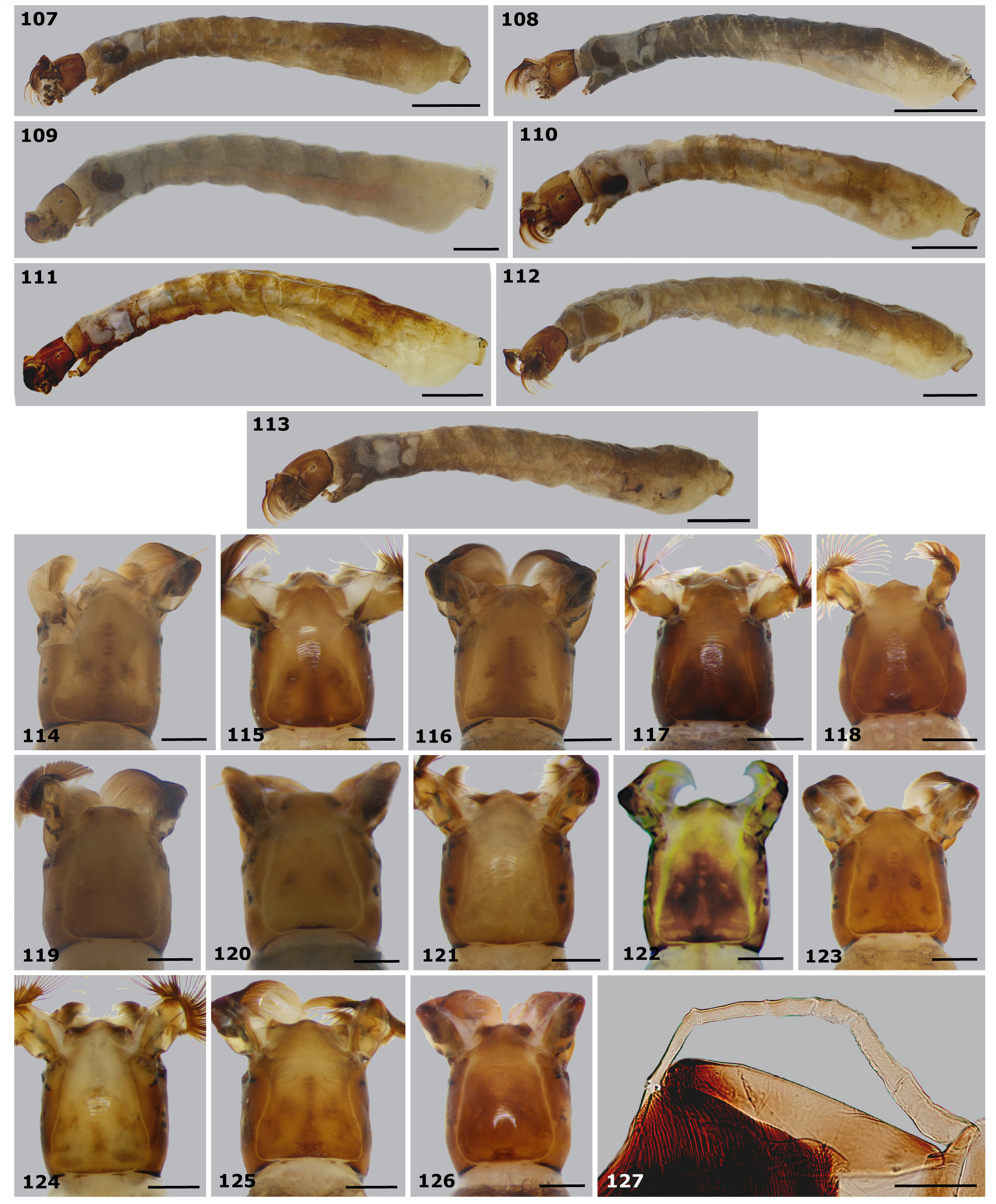
Larvas de simulium.

Simulium nili es una especie de insecto del género Simulium, familia Simuliidae, orden Diptera.
Fue descrita científicamente por Gibbins, 1934.